# Amt Waischenfeld

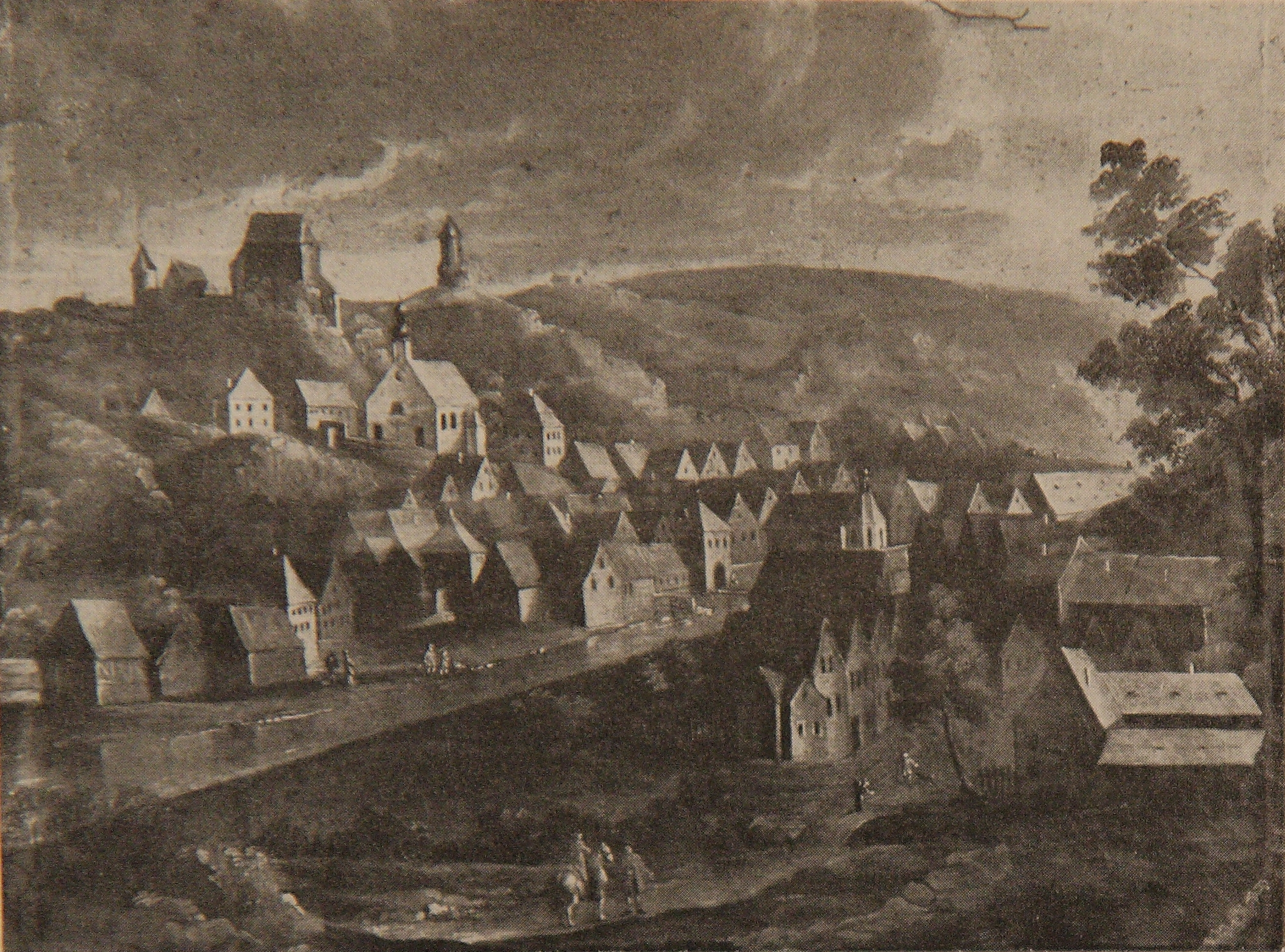
Die Stadt Waischenfeld im Jahr 1802, der ehemalige Verwaltungssitz des Amtes

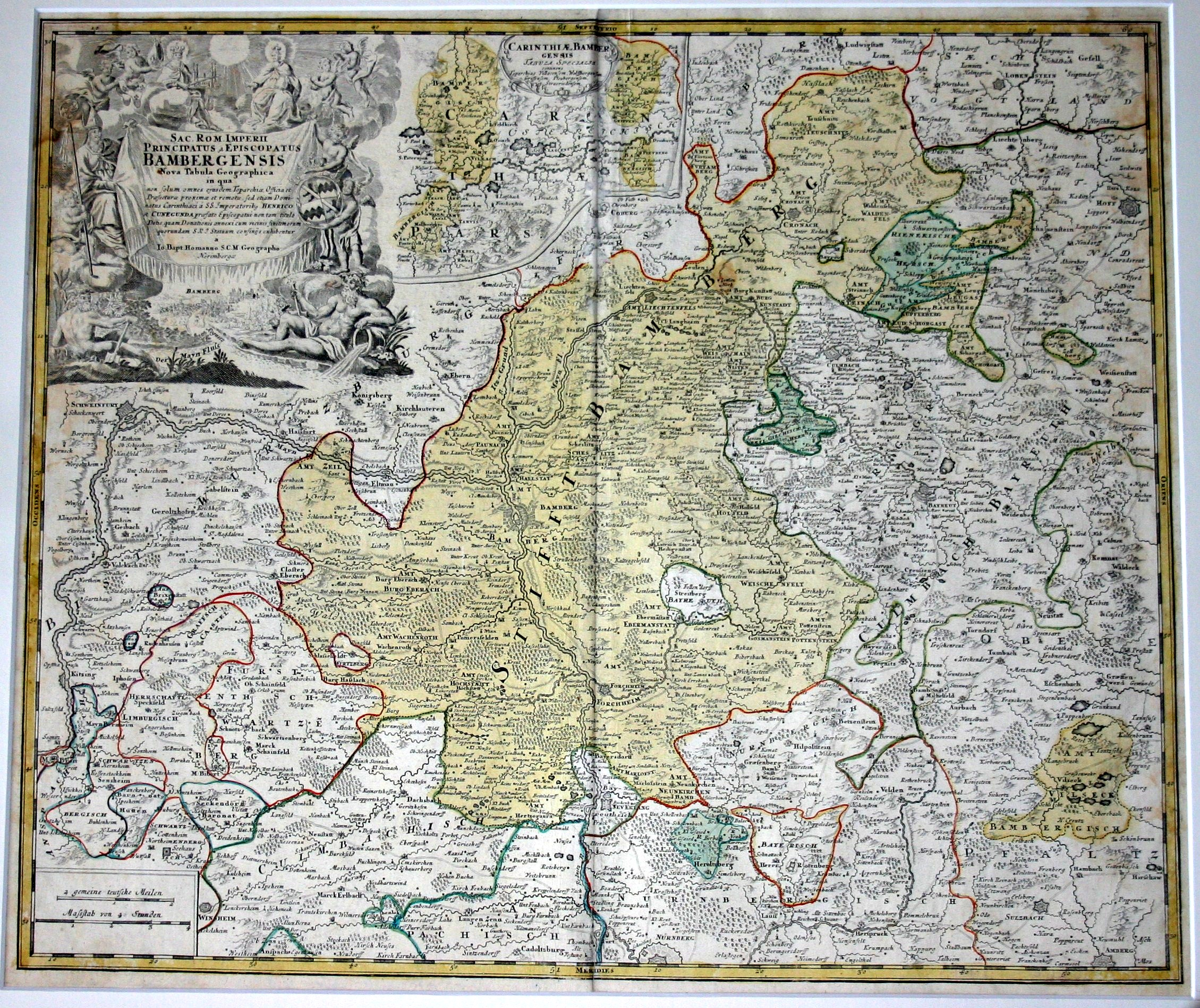
Das Territorium des Hochstiftes Bamberg

Das Amt Waischenfeld war ein Verwaltungsgebiet des Hochstiftes Bamberg, eines reichsunmittelbaren Territoriums im Heiligen Römischen Reich. Das dem Fränkischen Reichskreis zugeordnete Hochstift Bamberg war ein geistliches Fürstentum, das bis zum Beginn des 19. Jahrhunderts existierte.

## Geografie
Das im Südosten des Bamberger Herrschaftsgebietes gelegene Amt war eines der mittelgroßen hochstiftischen Ämter. Es war weitgehend von anderen bambergischen Ämtern umgeben. Dabei handelte es sich um die Ämter Gößweinstein, Hollfeld, Leienfels, Pottenstein und Weismain bzw. Teilgebiete (Exklaven) davon. Im Nordwesten des Amtsgebietes lag das Amt Streitberg, das eine Exklave des Fürstentums Bayreuth war. Weitere fremdherrische Territorien waren einige reichsunmittelbare Rittergüter, die im Südosten lagen.

## Geschichte
Burg und Amt Waischenfeld gelangten 1348 in den Besitz des Hochstiftes Bamberg.

## Struktur
Die Verwaltung des Amtes Waischenfeld bestand aus einem Oberamt, einem Vogteiamt, einem Steueramt, einem Kastenamt und einem Centamt.

### Amtssitz

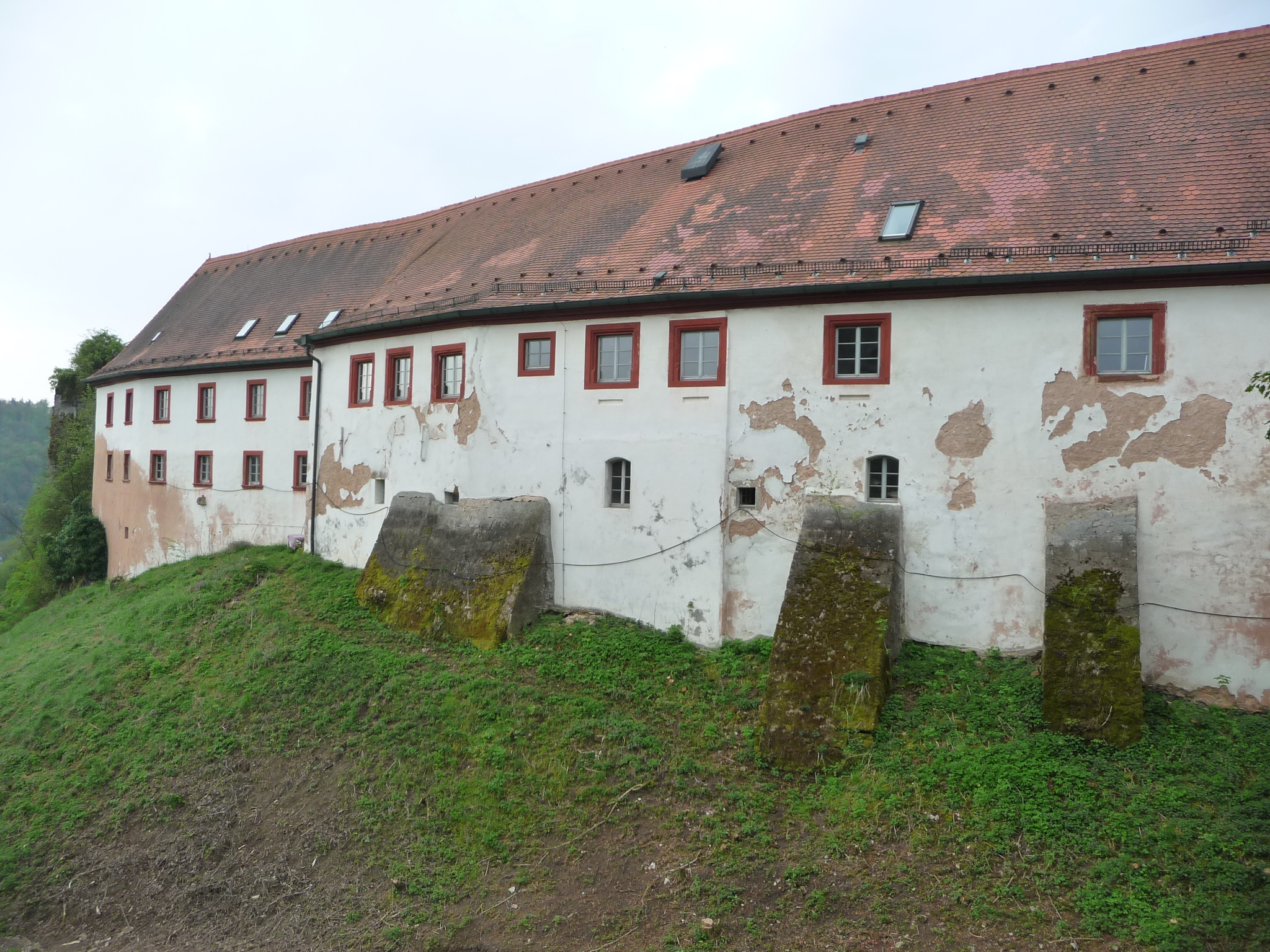
Noch erhaltener Gebäudeteil der großteils abgebrochenen Burg Waischenfeld

Der Sitz der Waischenfelder Amtsverwaltung befand sich auf der im Jahr 1122 zum ersten Mal erwähnten Burg Waischenfeld.

### Amtspersonal
Die Amtsleitung bildete ein Vogt, der zugleich auch als Kastner, Steuer- und Umgeldseinnehmer fungierte.

### Oberamt
Das Oberamt Waischenfeld war eine Mittelbehörde, die – wie im Hochstift Bamberg üblich – ausschließlich repräsentative Tätigkeiten wahrnahm und weder Jurisdiktions-, noch Verwaltungsaufgaben ausübte.

### Vogteiamt
Das Vogteiamt Waischenfeld war eines der 54 Vogteiämter des Hochstifts Bamberg. Sein Vogteibezirk umfasste folgende Dorfmarkungen und Ortschaften:
Breitenlesau, Eichig, Gösseldorf, Gutenbiegen, Hammermühle, Hannberg, Heroldsberg, Hubenberg, Hütten, Kaupersberg, Körzendorf, Kugelau, Langenloh, Langweil, Löhlitz, Nankendorf, Neusig, Oberailsfeld, Reizendorf, Saugendorf, Scherleithen, Schlößlein, Siegritzberg, Volsbach, Waischenfeld und Zeubach.

### Centamt
Das Centamt Waischenfeld war eines der 29 Centämter des Hochstiftes Bamberg. Sein Hochgerichtsbezirk umfasste folgende Dorfmarkungen und Ortschaften:
Breitenlesau, Eichenbirkig, Eichig, Freiahorn, Gösseldorf, Gutenbiegen, Hammermühle, Hannberg, Heroldsberg, Hintergereuth, Hubenberg, Hütten, Kaupersberg, Kirchahorn, Körzendorf, Köttweinsdorf, Kugelau, Langenloh, Langweil, Löhlitz, Nankendorf, Neusig, Oberailsfeld, Plankenfels, Rabeneck, Reizendorf, Saugendorf, Scherleithen, Schlößlein, Schweinsmühle, Seelig, Siegritzberg, Volsbach, Vordergereuth, Waischenfeld, Weiher, Wünschendorf und Zeubach.

### Steueramt
Das Steueramt Waischenfeld war eines der 46 Steuerämter des Hochstiftes Bamberg. Der räumliche Wirkungsbereich des Steueramtes war deckungsgleich mit dem des Waischenfelder Vogteiamtes.
Die wirtschaftliche Bedeutung des Amtes für das Hochstift Bamberg war unterdurchschnittlich, es wurde daher als Amt I Klasse (von 5) geführt. Die Steuererträge des Steueramtes betrugen im Schnitt in der Amtszeit von Peter Philipp von Dernbach (1672–1683) 1565 und in der Amtszeit von Marquard Sebastian Schenk von Stauffenberg (1683–1693) 1563 fränkische Gulden pro Jahr.

### Kastenamt
Das Kastenamt Waischenfeld war eines der 24 Kastenämter des Hochstiftes Bamberg.

## Persönlichkeiten

### (Ober-)Amtmänner
- Dietrich von Streitberg (1650–1660)[47]
- Albrecht Christoph von Egloffstein (1660–1674)[48]
- Johann Ludwig Pfreumder von Bruck (1694–1710)[49]
- Franz Ludwig Ernst Josef Ignatz von Bibra (1760–1770)[50]

### Vögte
- Franz Joseph Titus (Vogt und Kastner bis 1804)[51]